# Sábado Som
Sábado Som foi um programa produzido e apresentado pelo jornalista Nelson Motta na Rede Globo. Teve início em abril de 1974 quando exibiu, completo e pela primeira vez no Brasil, o show "Live At Pompeii" do Pink Floyd, um show antológico gravado nas ruínas de Pompeia. Nos meses em que esteve no ar, Sábado Som exibiu vários tapes de artistas e bandas de rock dos anos 70, que faziam apresentações nos programas das TVs dos Estados Unidos (Don Kirschner's Rock Concert, In Concert e Midnight Special) e da Inglaterra (Old Grey Whistle Test e Top Of The Pops) ou quando se apresentavam em concertos em estádios.
Artistas e grupos como The Who, Sparks, Triumvirat, Status Quo, David Bowie, Greenslade e tantos outros fizeram a festa dos jovens daquela época, que grudavam seus olhos na TV em todos os sábados às 16h, para assistirem seus ídolos que faziam sucesso naquela época. Inesquecível a apresentação do concerto California Jam com Emerson Lake and Palmer, Deep Purple, Black Sabbath e Black Oak Arkansas.
Em 1975, a Rede Globo deixou de exibir Sábado Som, substituindo-o por um seriado com Keir Dullea (Star Lost). Mas, em 1976, a emisora voltava a presentear seus jovens telespectadores com a exibição de Rock Concert.